# 孔邈 (五代)
孔邈（？—929年），曲阜人，孔子四十一代孫，后唐时为文宣公。
唐昭宗乾寧五年登进士第，历校书郎、万年县尉，充集贤校理，是獨孤損的外甥。
孔邈當任文宣公時，《元史·孔思晦传》記載期間發生孔末亂孔。後唐明宗天成二年八月，以吏部郎中、襲文宣公孔邈為左諫議大夫。年老，以谏议大夫致仕。天成四年四月，襲文宣公孔邈卒。
孔邈錄入二十四史列傳，但在歷代孔府谱书孔邈皆记为无传、失传，《子孫著聞者考》不錄孔邈，《闕里文獻考‧世系考》不提孔邈襲爵文宣公。